# Радовель (Ленінградська область)
Радовель (рос. Радовель) — присілок у Сланцевському районі Ленінградської області Російської Федерації.
Населення становить 42 особи. Належить до муніципального утворення Загривське сільське поселення.

## Історія
Згідно із законом від 1 вересня 2004 року № 47-оз належить до муніципального утворення Загривське сільське поселення.

## Населення
| 2007 | 2010 |
| ---- | ---- |
| 18   | ↗42  |